# Мілош Сврчек
Др. права Mgr. Мілош Сврчек, PhD., LL.M. (народився 3 червня 1983, в місті Міхайлівці, Словаччина) — словацький юрист, політолог і політик, член руху SME RODINA. З 2020 року є членом Національної ради Словацької Республіки та заступником голови парламентського клубу руху SME RODINA. В НР СР — член Конституційної комісії НР СР, Спеціальної контрольної комісії НР СР з контролю за діяльністю СІБ і член Постійної делегації НР СР в Парламентській Асамблеї ОБСЄ. У 2022 році також безуспішно претендував на посаду повітового депутата в КСК.

## Навчання
У 2002 році – У 2007 році він закінчив юридичний факультет Університету Коменського в Братиславі (Mgr.), де в 2009 році також отримав звання доктора права. У 2009—2013 роках продовжив навчання в докторантурі на юридичному факультеті Пан-Європейського університету в Братиславі (PhD.). Він також навчався в Дипломатичній академії Університету Коменського в Братиславі та Міжнародному освітньому товаристві в Лондоні (LL.M.). У 2021 році отримав ступінь магістра на загальноуніверситетському робочому місці кафедри політичних наук Тренчинського університету Олександра Дубчека в Тренчині.

## Працездатність
З 2007 року працював на кількох посадах у державній сфері у Міністерстві закордонних справ Словацької Республіки відповідно. в Міністерстві юстиції Словацької Республіки. У 2011 році – У 2016 році працював директором департаменту в автотранспортних ділянках відповідно. проектів державно-приватного партнерства Міністерства транспорту та будівництва Словацької Республіки, де брав участь у кількох національних транспортних проектах.

## Політична кар'єра
З 2017 по 2020 рік він працював генеральним менеджером політичного руху SME RODINA, а в русі очолював робочу групу у сфері транспорту та будівництва, яка складалася з 30 експертів з усієї Словаччини, як керівник групи. Зараз він також є головою правління Фонду «МИ, ЩО ДОПОМАГАЄ СІМ’Я», Бориса Коллара, де надає безкоштовну юридичну допомогу. У минулому входив до президії руху.
На виборах до Національної ради Словацької Республіки в 2020 році він балотувався від SME RODINA з 13 місця в списку кандидатів і був обраний депутатом НР СР, отримавши 4712 преференційних голосів. Працював  в Національній раді Словацької Республіки заступником голови парламентського клубу SME RODINA з питань законодавства та члена Конституційного комітету Словацької національної ради та Спеціального контрольного комітету Національної ради Словацької Республіки за контролем діяльності SIS.
У 2022 році він балотувався до ради Кошицького самоврядного краю на муніципальних виборах, але не пройшов і не був обраний повітовим депутатом.

Мілош Сврчек докладав значних зусиль для всебічної допомоги українським вимушеним переселенцям у Словаччині та відстоював українські інтереси у парламенті Словаччини з початку повномасштабного вторгнення росії на територію України (24 лютого 2022 року). Також Мілош Сврчек сприяв у проведенні двосторонніх зустрічей міжпарламентськими групами дружби України та Словаччини.

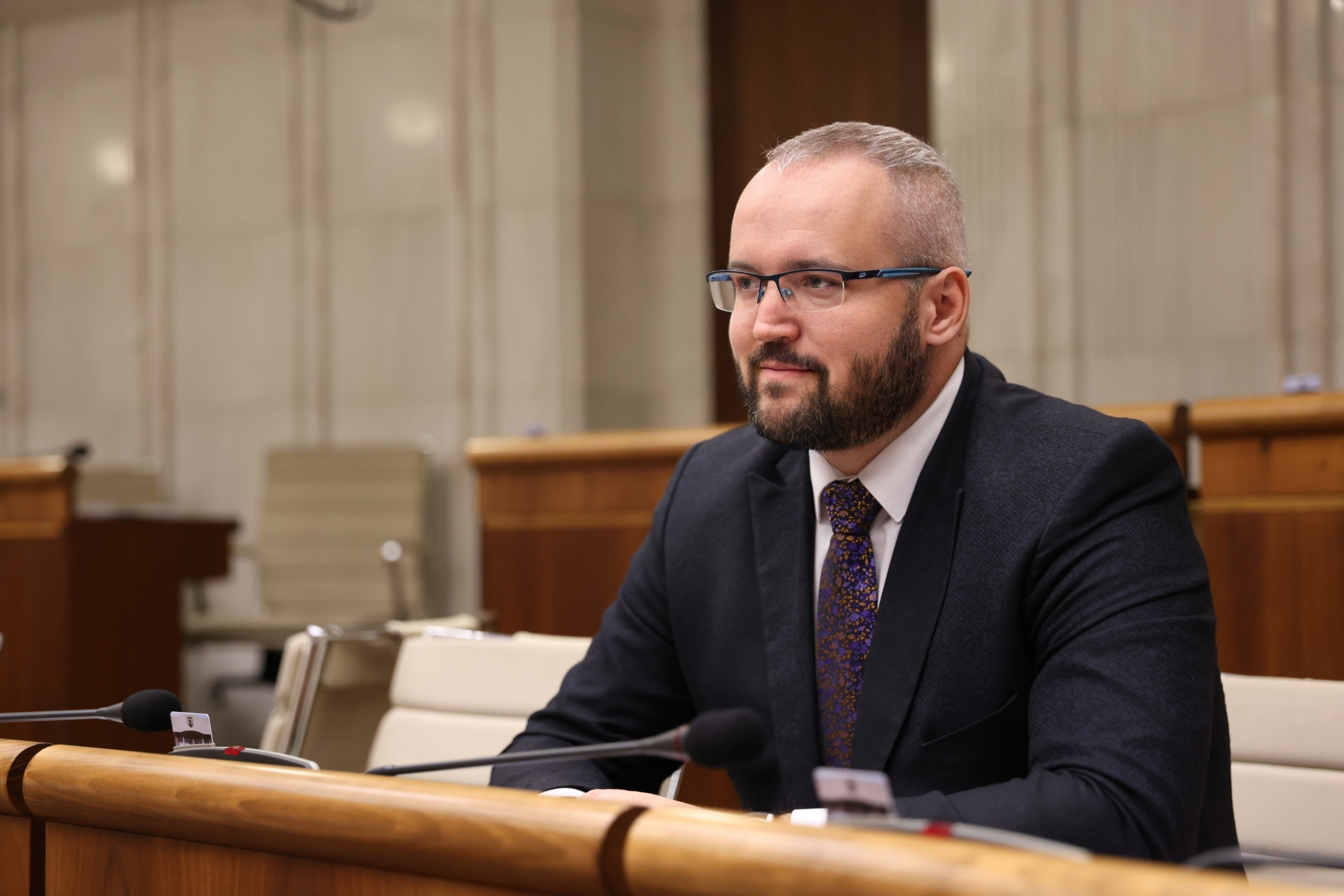
Мілош Сврчек на засіданні НР СР

#### Сфера правосуддя та верховенства права
Мілош Сврчек під час своїх виступів у Національних зборах Словацької Республіки кілька разів нагадав, що незалежність судової влади в Словаччині знаходиться на найнижчому рівні довіри в оцінці держав ЄС. За його словами, результати кількох опитувань показують, що сприйняття незалежності судової влади в Словаччині продовжує погіршуватися. На його думку, незалежність судової влади вважається фундаментальним елементом ефективної судової системи, а також є однією із засад верховенства права, справедливості судочинства, а також довіри громадян і бізнесу до правова система. Зруйнована верховенство права безпосередньо загрожує інтересам Словаччини як країни-члена Європейського Союзу та, за його словами, перешкоджає належному виконанню міжнародних зобов’язань. Саме тому він повністю підтримав і проголосував за пропозиції щодо реформи юстиції та змін до Конституції Словацької Республіки, які були подані Міністерством юстиції Словацької Республіки в рамках засідань Національних зборів Словацької Республіки.

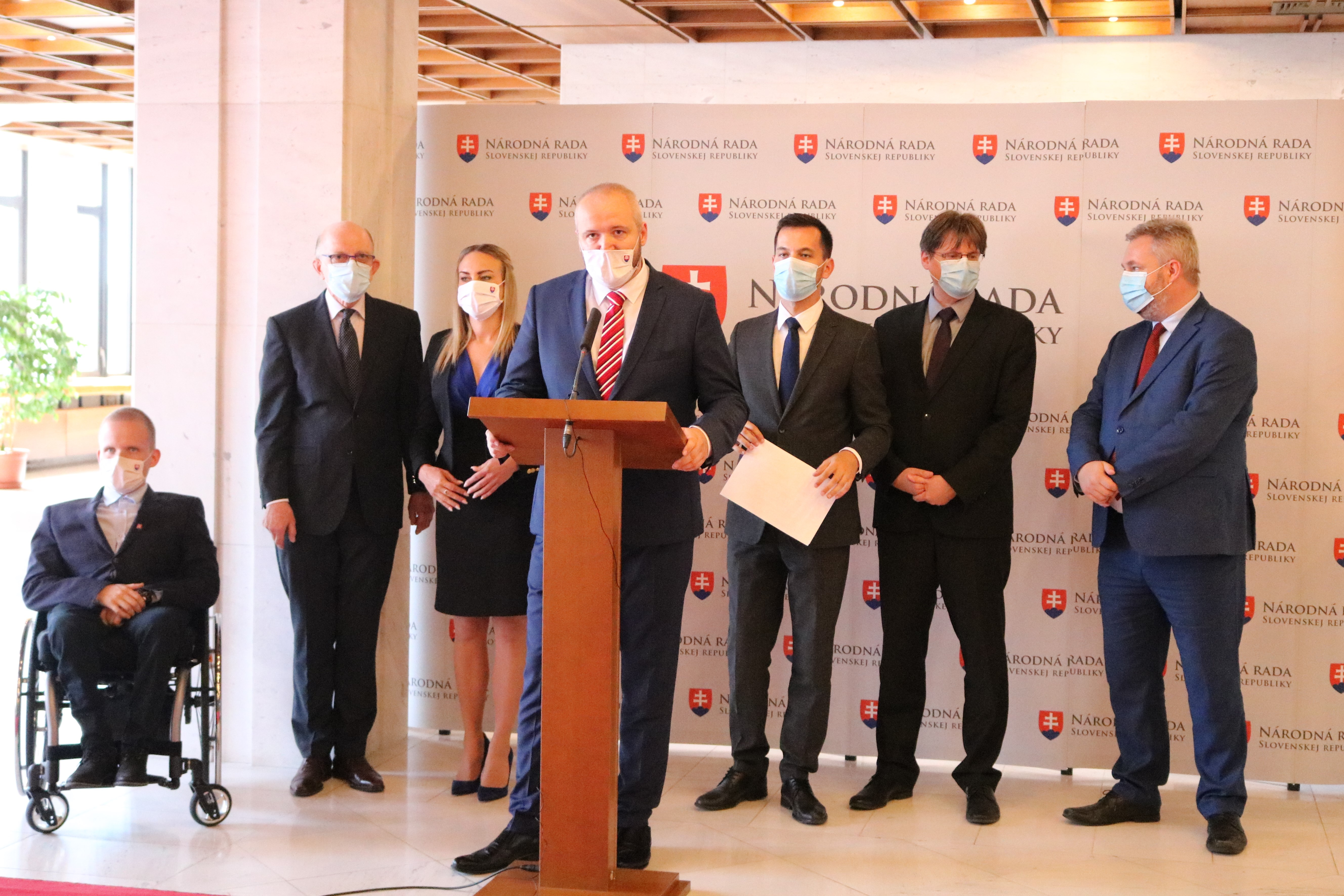
Виступ про зміни до вибору Генерального прокурора

#### Вибори Генерального прокурора Словацької Республіки у 2020 році
У листопаді 2020 року як член Конституційного комітету Словацької Республіки Сврчек був учасником публічних слухань кандидатів на посаду Генерального прокурора Словацької Республіки. У подальшому публічному голосуванні Сврчек проголосував за Мароша Жилінку, який був обраний генеральним прокурором.

#### Міжнародні відносини
У НР СР Сврчек є членом Постійної делегації НР СР в Парламентській асамблеї ОБСЄ та членом Груп дружби з Російською Федерацією та балканськими країнами. У грудні 2020 року він відвідав візит і брифінг у Групі зв’язку НАТО з інтеграції у Вайнорах (Підрозділ інтеграції сил НАТО – NFIU Словаччина).

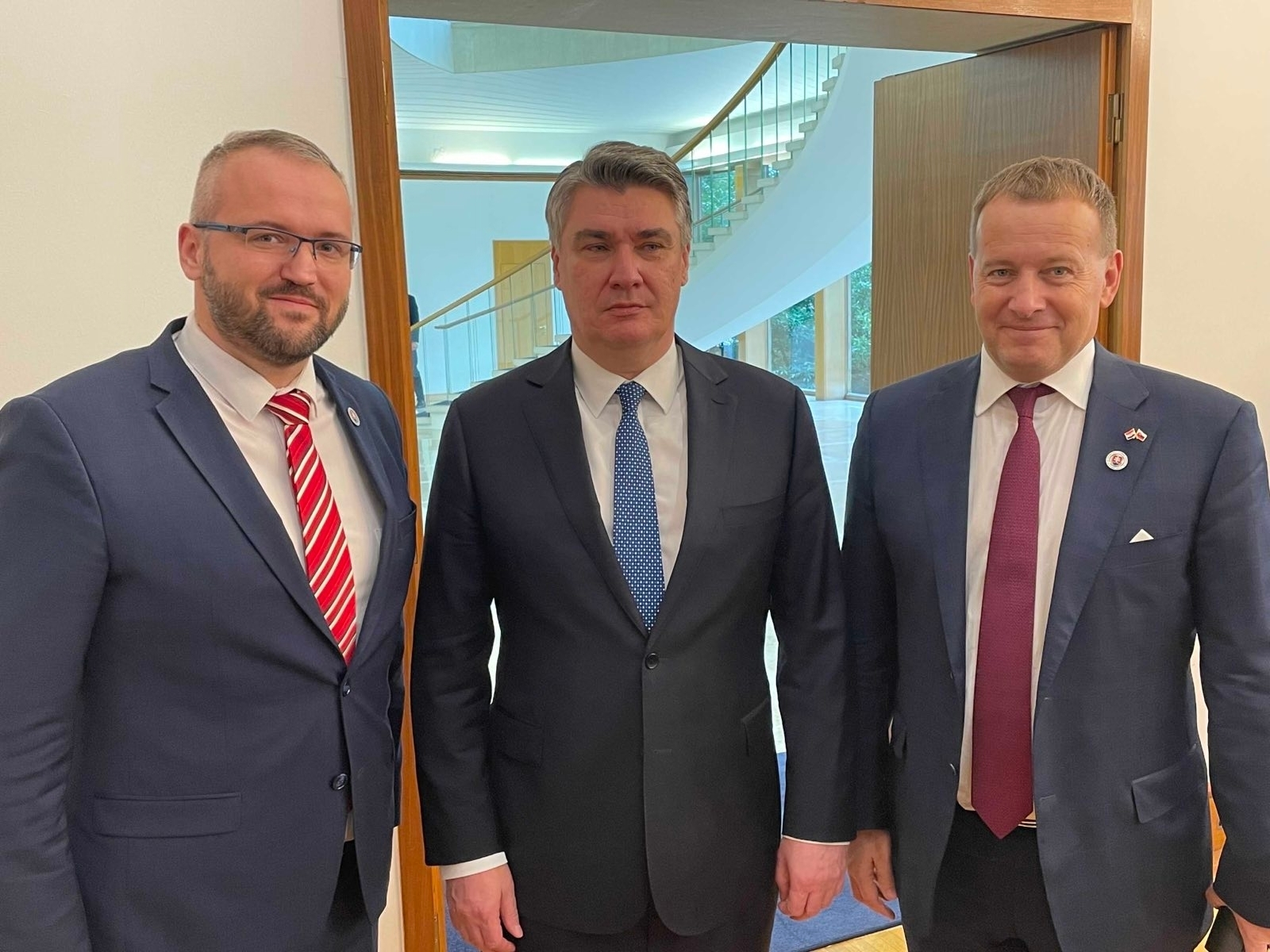
Депутат парламенту Мілош Сврчек та голова Національної ради Словацької Республіки Борис Коллар на прийомі у Президента Хорватії Зорана Мілановича

У листопаді 2021 року депутат Сврчек у складі Групи дружби з балканськими державами перебував у складі офіційної делегації Президента Словацької Республіки з візитом до Хорватії. Предметом переговорів словацької та хорватської делегацій були питання допомоги Хорватії в переговорах щодо вступу до Шенгенської зони та запровадження євро як валюти. Про це також заявив голова Національної ради Словацької Республіки Борис Коллар після прийому з президентом Хорватії Зораном Мілановичем і прем’єр-міністром Андреєм Пленковичем. Питання про Косово також були предметом переговорів з президентом Мілановичем. Голова Національних зборів Словацької Республіки пояснив президенту Хорватії історичний досвід словаків та причини, чому Словацька Республіка не визнала Косово. Водночас Президент також пояснив словацькій делегації позицію Хорватії та пояснив ситуацію та відносини з Боснією та Герцеговиною.

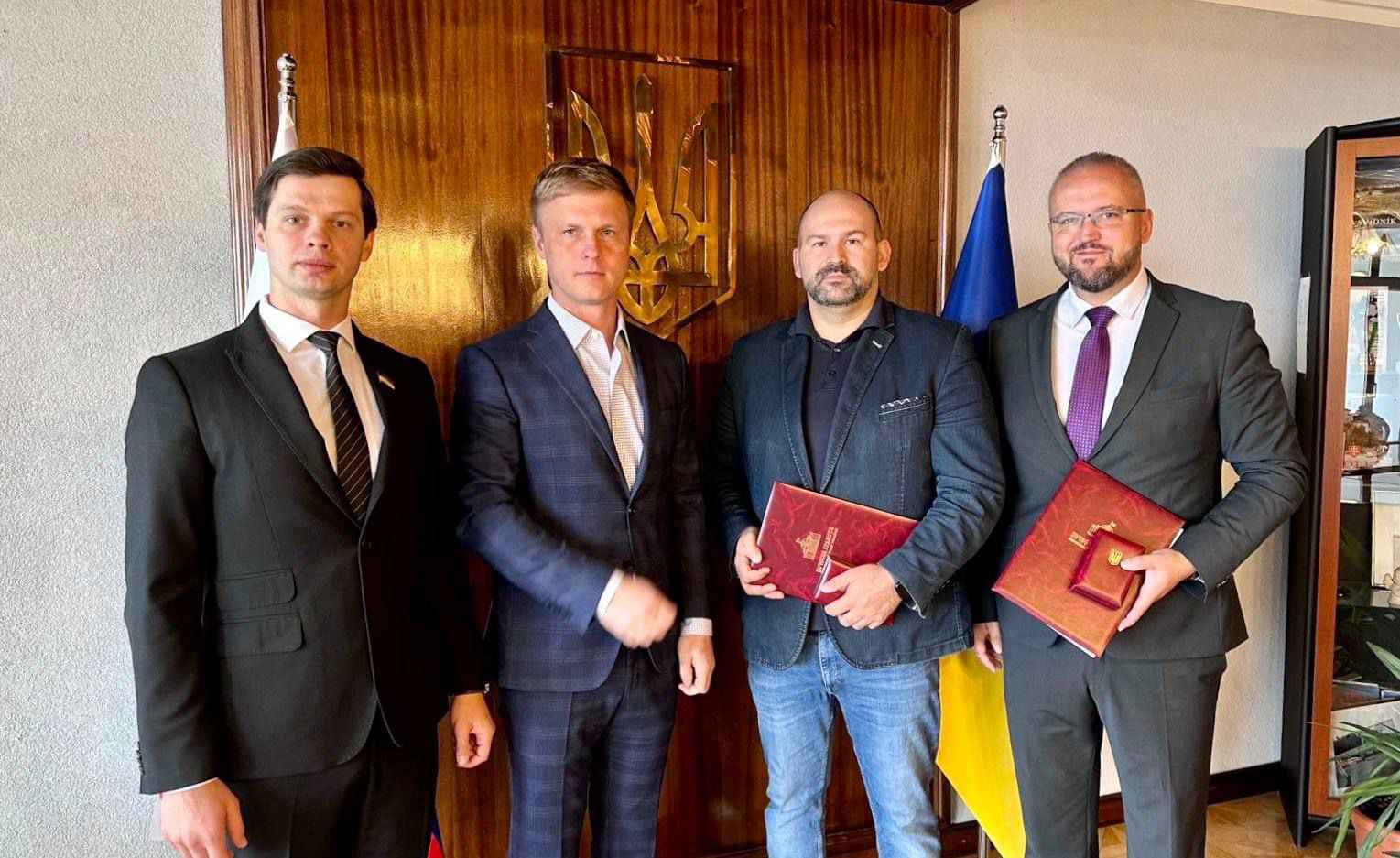
Вручення Почесної грамоти Верховної Ради України, керівником депутатської групи ВРУ з міжпарламентських зв'язків зі Словацькою Республікою — Анатолієм Костюхом, народним депутатом ВРУ - Валерієм Лунченком парламентарям - Мілошу Сврчеку та Петеру Пчолінскому

У 2023 році, напередодні позачергових виборів до Národná rada Slovenskej republiky, був нагородження Почесною Грамотою Верховної Ради України як член Групи Національної Ради Словацької Республіки з міжпарламентських зв’язків з Україною, за визначну громадсько-політичну діяльність на міжпарламентському рівні зі сприяння надання гуманітарної та військової допомоги, підтримки України на міжпарламентському рівні та міжнародній політичній арені.

#### Оренда квартир
У липні 2021 року спікер парламенту Борис Коллар та його віце-прем’єр-міністр Штефан Голі (ми обоє сім’я) просували закон, який, за їхніми словами, допоможе щороку будувати тисячі орендованих квартир у Словаччині. Незважаючи на те, що кандидати від We are a family керуються Міністерством будівництва, а розробкою закону спочатку керувала канцелярія віце-прем’єр-міністра Холе, сам проект закону був офіційно представлений депутатом Мілошем Сврчеком від імені партії. Таку процедуру зазвичай використовують політики, якщо хочуть обійти процедуру міжвідомчого коментаря.

#### Пропозиції щодо зміни Конституції Словацької Республіки
У дебатах щодо поправок до конституції, які відбулися в грудні 2020 року, він представив поправки, якими хотів посилити основи пенсійної реформи. Після досягнення встановленого строку участі в системі належного матеріального забезпечення у старості особа, яка досягла встановленого віку, має право на належне матеріальне забезпечення у старості. Його пропозицію підтримав загалом 91 член урядової коаліції.
У січні 2022 року Сврчек подав до парламенту пропозицію про внесення змін до конституції, щоб можна було скоротити період парламентських виборів шляхом конституційного закону та референдуму. Серед іншого, він запропонував, щоб референдум про скорочення терміну виборів не проводився в перший і останній рік виборчого періоду. Згідно з його пропозицією, у разі успішного проведення референдуму голова Нацради має оголосити парламентські вибори протягом семи днів після оголошення результатів референдуму. Він запропонував, щоб зміни набули чинності з 1 березня 2024 року. Партнери по коаліції говорили про порушення коаліційної угоди, оскільки законопроект не розглядався на раді коаліції. Сврчек відкинув критику і заявив, що хоче об'єктивно обговорити зміни. Крім того, згодом з’ясувалося, що пояснювальна доповідь до цього законопроекту майже повністю скопійована з наукового внеску Вінсента Буйняка та Маріана Гіби в Acta Facultatus Iuridicae, але текст жодним чином не вказує на те, що згадані параграфи взяті у когось іншого.. Тоді як М. П. Сврчек, як випускник магістратури та докторантури, повинен добре володіти принципами цитування. У своїй відповіді депутат стверджував, що йому не потрібно цитувати себе в пояснювальній доповіді, але він у двох місцях посилається на висновки Єврокомісії. Незважаючи на те, що дебати навколо пропозиції часом були гострими, депутати врешті-решт не винесли пропозицію на друге читання. У серпні 2022 року він знову подав до парламенту пропозицію про внесення змін до конституції, щоб можна було скоротити термін парламентських виборів шляхом конституційного закону та референдуму. Метою пропозиції було виконати публічну обіцянку голови Національної ради Словацької Республіки Бориса Колара подати проект змін до Конституції Словацької Республіки у зв’язку з референдумом щодо скорочення терміну виборів. а також відреагувати на рішення Конституційного суду Словацької Республіки від 2021 року. Як сказав Сврчек , «якщо окремі постраждалі виборці мають право обирати своїх представників, то вони також повинні мати право їх відкликати. Апеляційний референдум дає можливість виборцям приймати безперервні незалежні та демократичні рішення щодо того, хто і як буде керувати. Метою змін до Конституції Словацької Республіки є посилення права громадян Словацької Республіки брати участь в управлінні державними справами через інститут референдуму. Завдяки інституту референдуму, результати якого є обов’язковими для НР СР і мають бути оголошені так само, як закон, громадяни Словацької Республіки могли б спільно вирішувати свою долю. держави набагато простіше і справедливіше".
Оборонний контракт із США
Вже на початку січня 2022 року Сврчек публічно подякував генпрокурору Марошу Жилінці за його позицію щодо угоди про співпрацю між США та Словаччиною. Жилінка поставив під сумнів цю угоду. За його словами, "було дуже прикро мати справу з міжвідомчими коментарями під час канікул. Мене непокоїв той момент, що представники Генпрокуратури не отримали відповіді на питання, які вони подали в рамках коментарів. тому я почав акцентувати увагу на темі. Це принципове питання. Крім того, не тільки в «Ми сім’я», а й в OĽaNO є депутати, які не згодні з угодою». Він публічно представив думку, що він наполягав на тому, що якщо члени збройних сил іноземної держави прибудуть до Словаччини, це має бути схвалено парламентом. Другою вимогою було вказати, що саме мається на увазі під словами «небезпечні відходи», відкрити пам’ятку для Управління ядерного нагляду, як з такими відходами поводитимуться і знати, що це таке. Такими були основні вимоги до міністра оборони та закордонних справ. Зрештою, парламент затвердив оборонний контракт у кількості 79 депутатів, але депутат Сврчек проголосував проти цього контракту.

#### Фінансування Matica Slovenská

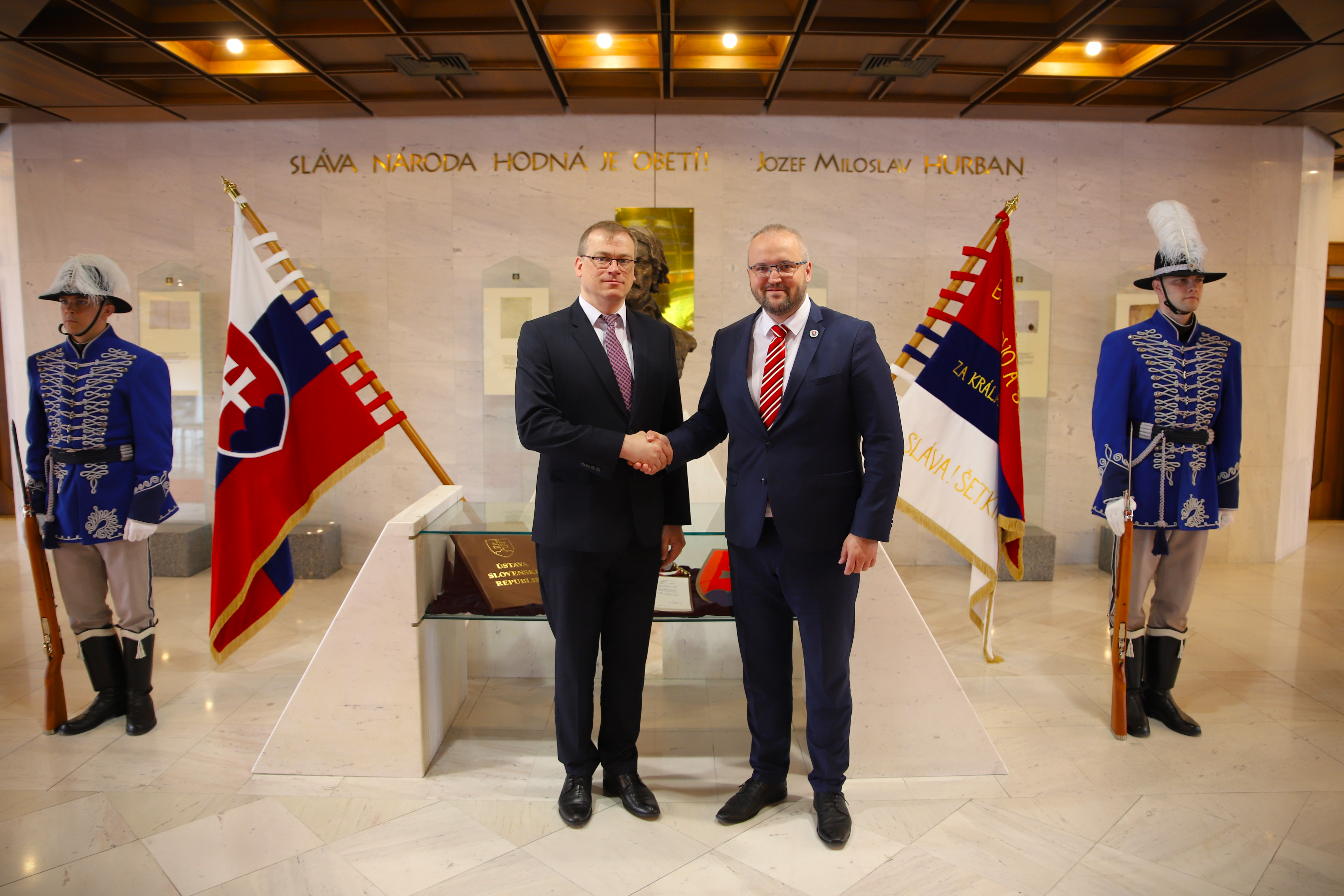
Мілош Сврчек і президент MS Маріан Гешпер після затвердження закону про Матицю Словенську

На підставі ініціативи депутата Сврчека 5 травня 2022 року Національна рада Словацької Республіки остаточно схвалила його парламентську пропозицію, в якій розмір цільової державної субсидії для Матиці словацької було законодавчо зафіксовано на рівні 1,5 мільйона євро. У 2022 році річний бюджет зазначеної установи становив 1 344 600 мільйонів євро, тоді як державна субсидія, надана Матиці словацькій, довго не оцінювалася, що змусило установу звільнити 70 працівників за десять років. У 2022 році заклад був фінансово недокомплектованим, що також негативно вплинуло на діяльність фахових наукових установ, у тому числі, які опікуються місцевими об’єднаннями та фольклорними ансамблями в регіонах. Саме з цієї причини було змінено положення § 6 закону, в рамках якого Matica slovenská отримає субсидії та цільові субсидії з державного бюджету Словацької Республіки в розмірі 1 500 000 євро. щорічно з 2023 р. для виконання завдань Matica slovenská.
Таким чином, фінансування також стосується газет, які видає Matica Slovenská, особливо Словацької національної газети. Здебільшого вони вкрай критично ставляться до своїх ідеологічних опонентів і водночас обганяють людей, ідеологічно близьких до них. Деякі їхні інтерв’ю схожі не на журналістські дописи, а скоріше на піар-тексти. У травні секретар Matica Віліам Комора дав промо-інтерв’ю з депутатом Мілошем Сврчеком. Він запитав його, наприклад: «Серед багатьох ваших заходів, які також пов’язані з підтримкою діяльності МС, є намагання отримати шосе до вашого рідного Земпліна. Чи правда, що такого спілкування бракує?».

#### Коаліційна криза влітку 2022 року
Після того як рух «Ми – сім’я» представив свою пропозицію щодо пенсійної реформи, партія «Свобода та Солідарність» виступила зі своєю пропозицією. Партія представила його на вересневій зустрічі та здивувала депутата та члена Конституційного комітету Національної ради Словацької Республіки Мілоша Сврчека (Ми – сім’я). "Я думаю, що це така процедура, така стратегія з боку SaS, що вони хотіли б втягнути нас у суперечку між ними та OĽaNO", - сказав М. Сврчек у шоу «Карти на столі», заявивши, що вважає подання такої пропозиції «ударом по коаліції». Те, що Матович виключає з коаліції рух «Ми – родина», депутат не сприймає, як це не дивно. «Це була зовсім інша ситуація, були питання 363 статті і генпрокурора», – пояснив він. Проте відносини в коаліції між партіями, очевидно, не зовсім ідеальні. Народний депутат підтвердив, що партнери по коаліції не спілкуються активно.
Під час урядової кризи, коли партія SaS наполягала на відставці Ігоря Матовича з посади міністра фінансів, питання реконструкції уряду ставало все більш актуальним. OĽaNO, Ми сім’я і для того, щоб люди могли займати престижні посади міністрів своїми людьми. Решта партій коаліції насамперед повинні визначитися, в якому співвідношенні розподілятимуть міністерства. Найбільшою боротьбою між рештою партій коаліції, ймовірно, буде заміщення посади міністра економіки, яку після виборів обіймає голова SaS Річард Сулік. У ЗМІ зазначалося, що якби ця посада дісталася партії «Ми – сім’я», то при формуванні нинішнього уряду вона вже розглядала кандидатуру депутата Мілоша Сврчека на керівну посаду одного з міністерств.

## Особисте життя
Мілош Сврчек одружений і має 2 дітей. Його дружина Зузана невдало балотувалася на посаду мера П’єштян у 2018 році та є членом міської ради. У березні 2021 року подружжя було госпіталізовано з важким перебігом захворювання на COVID-19.

## зовнішні посилання
Парламентський профіль